# Mextremist! Greatest Hits
Mextremist! Greatest Hits è un album di raccolta del gruppo death metal messicano Brujeria, pubblicato nel 2001.

## Tracce
1. Seis seis seis
2. Santa Lucía
3. Sacrificio
4. Machetazos
5. Padre nuestro
6. Molestando Niños Muertos
7. Castigo del Brujo
8. Matando güeros
9. Narco-Peda
10. Brujo Cirujano
11. Asesino
12. Hechando Chingasos [Live '97]
13. Poseído
14. Cristo de la roca
15. Papa capado
16. Seran míos para siempre [Fantasma Remix]
17. Mecosario [Pinche Peach Torsido Remix]
18. Marijuana [Escobar Remix]